# Konrad Okolski (powstaniec)

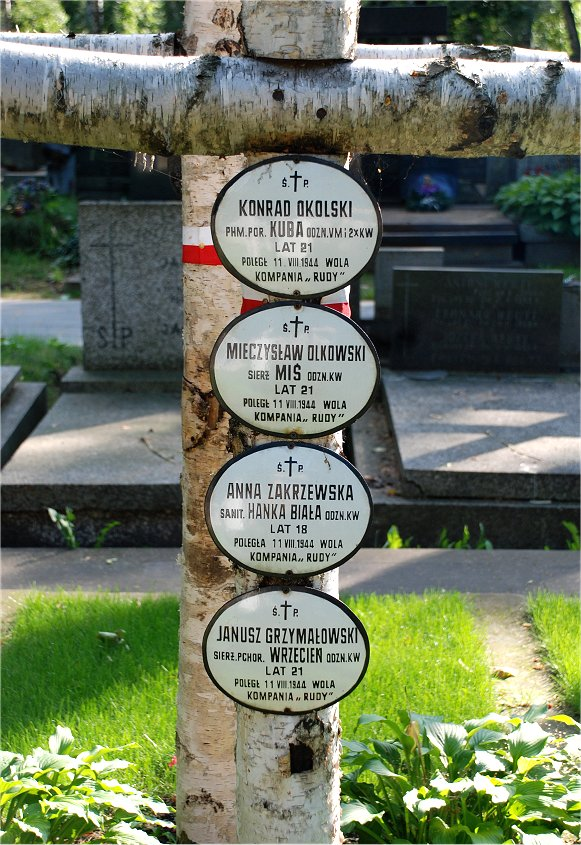
Na Cmentarzu Wojskowym na Powązkach

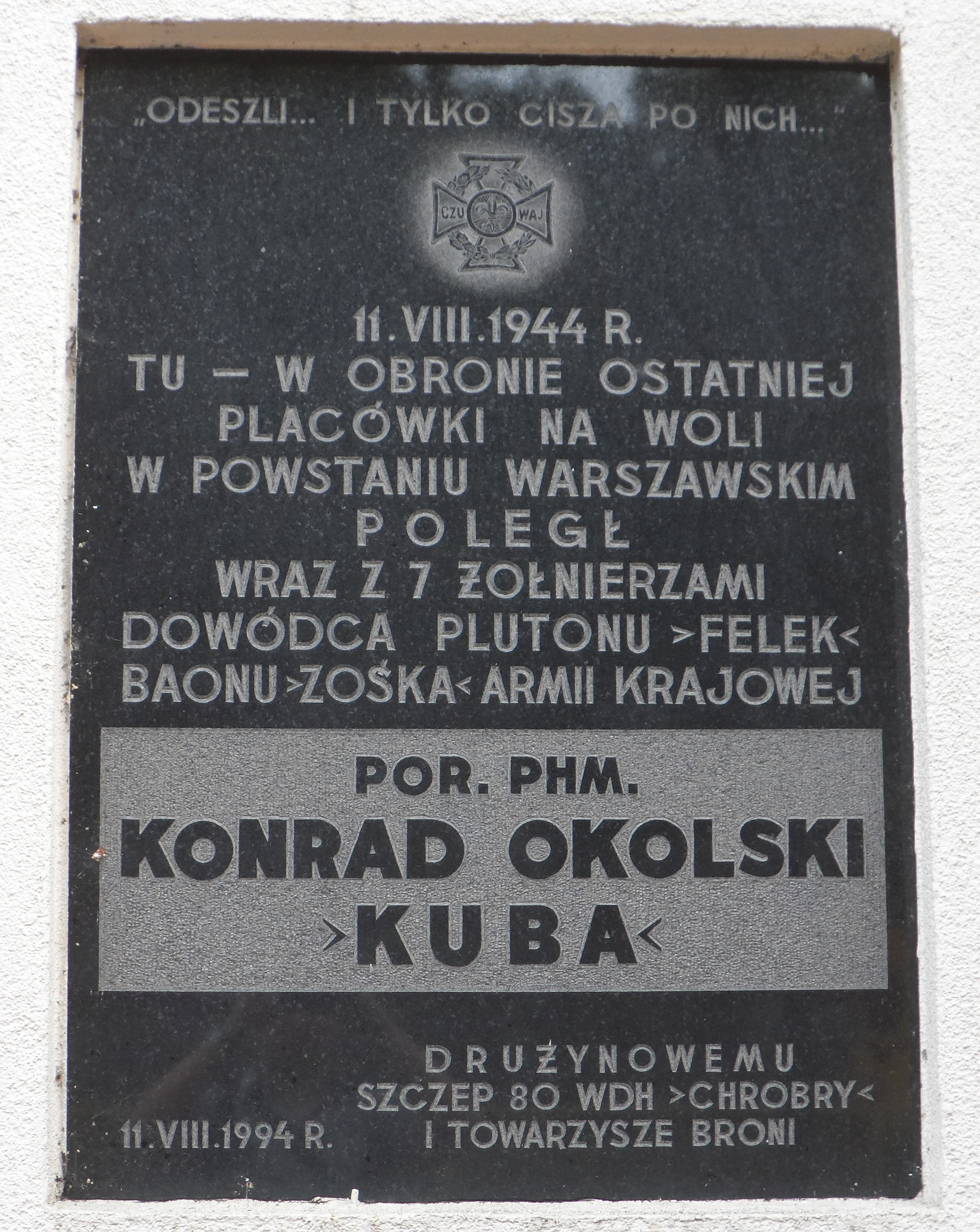
Tablica pamiątkowa przy ul. Spokojnej 13

Konrad Okolski, ps. „Kuba” (ur. 11 maja 1923 w Skierniewicach, zm. 11 sierpnia 1944 w Warszawie) – podharcmistrz, porucznik, członek Szarych Szeregów, powstaniec warszawski.

## Życiorys
Urodził się 11 maja 1923 roku w Skierniewicach, w rodzinie Konrada, doktora i żołnierza Legionów Polskich, dyrektora Szpitala Dzieciątka Jezus, i Heleny z Głuchowskich. Jego siostrą była doktor Halina Okolska-Kaczorowska (1913–1960), a narzeczoną Irena Kołodziejska, sanitariuszka III plutonu „Felek”.
Harcerz przedwojennej 80. Warszawskiej Drużyny Harcerskiej (od czerwca 1943 drużynowy), prowadzonej przez Tadeusza Lubańskiego. Członek Szarych Szeregów, należał do Hufca Centrum Warszawskich Grup Szturmowych.
Ukończył turnus Szkoły Podchorążych Rezerwy Piechoty „Agricola”.
Uczestnik akcji:
- akcja opróżniania magazynów z materiałami wybuchowymi przy ul. Pańskiej
- akcja pod Arsenałem - dowódca sekcji „Sygnalizacja”, której zadaniem było podanie sygnału o nadjeżdżającej więźniarce z Janem Bytnarem oraz ubezpieczenia akcji od strony placu Teatralnego
- akcja w Celestynowie - zastępca dowódcy grupy „więźniarka”, za tę akcję otrzymał wyróżnienie
- akcja Góral - znajdował się w grupie Sławomira Bittnera - Maćka
- akcja Sieczychy - zastępca dowódcy - Maćka, grupa „I atak”
- akcja Wilanów - grupa „posterunek I”, po akcji awans na plutonowego podchorążego
- akcja pod Pogorzelą (ostrzelanie pociągu urlopowego, przewożącego Niemców)
- akcja Par. II (baza leśna) - zastępca dowódcy Władysława Cieplaka - Giewonta

W powstaniu warszawskim dowódca III plutonu „Felek” 2. kompanii „Rudy” batalionu „Zośka”. 11 sierpnia 1944 prowadził swój pluton wycofujący się po długotrwałej obronie budynku szkoły powszechnej przy ul. Spokojnej 13, w kierunku gmachu szkół powszechnych na rogu ul. św. Kingi i ul. Okopowej 55a na Woli. Przy sprawdzaniu przejścia przez ul. Kolską, na wysokości wytwórni asfaltu i smoły braci F. i J. Cyganów, otrzymał śmiertelny postrzał w głowę.
Pochowany w kwaterach żołnierzy i sanitariuszek baonu „Zośka” na Cmentarzu Wojskowym na Powązkach w Warszawie wraz z łączniczką Anną Zakrzewską (ps. „Hanka Biała”), sierż. Mieczysławem Olkowskim (ps. „Miś”) i sierż. pchor. Januszem Grzymałowskim (ps. „Wrzecień”) (kwatera A20-5-18).
Był odznaczony Krzyżem Walecznych (dwukrotnie) i w dniu śmierci – Krzyżem Srebrnym Orderu Wojennego Virtuti Militari.
31 lipca 2013 roku w Muzeum Powstania Warszawskiego w Warszawie, w przeddzień 69. rocznicy Powstania, Prezydent RP Bronisław Komorowski przekazał Krzyż Srebrny Orderu Wojennego Virtuti Militari rodzinie Konrada Okolskiego.

## Upamiętnienie
- Tablica poświęcona pamięci Konrada Okolskiego odsłonięta 11 sierpnia 1994 przy ul. Spokojnej 13 na ścianie budynku zajmowanego obecnie przez Zespół Szkół Fototechnicznych[8].